# Lorenzo Fortunato
Lorenzo Fortunato (Bologna, 9 maggio 1996) è un ciclista su strada italiano che corre per l'XDS Astana Team.
Professionista dal 2019, ha caratteristiche da scalatore. Nel 2021 ha vinto una tappa al Giro d'Italia con arrivo in cima al Monte Zoncolan. 

## Carriera
Nato nel 1996 a Bologna, si avvicina al ciclismo a 10 anni, dopo aver giocato a calcio. Cresce nella S.C. San Lazzaro di San Lazzaro di Savena, con cui gareggia nelle categorie Esordienti, Allievi e Juniores.
Tra gli Juniores nel biennio 2013-2014 vince dodici gare, tra cui Giro del Friuli Venezia Giulia, Trofeo Guido Dorigo e G.P. Borgo Panigale, oltre alla classifica a punti del Grand Prix Général Patton in Lussemburgo; con la Nazionale juniores partecipa a due Mondiali in linea di categoria, arrivando undicesimo nel 2013 e ottavo nel 2014, e a due Europei, sempre nella gara in linea, chiudendo quinto nel 2013 e 52º l'anno dopo.
Nel 2015 debutta nella categoria Elite/Under-23 con la pistoiese Mastromarco, e l'anno dopo si trasferisce alla fiorentina Hopplà-Petroli Firenze, ottenendo il suo primo e unico successo nella categoria nel Trofeo Fagni Luca per Under-23. Dopo due esperienze da stagista, nel 2016 alla Tinkoff e nel 2017 alla Bardiani, a inizio 2019, a 23 anni, passa definitivamente professionista con la Neri Sottoli di Angelo Citracca, con la quale durante l'anno prende parte tra le altre all'Eschborn-Frankfurt e al Giro di Lombardia. Nello stesso anno si laurea in Scienze motorie.
Nel 2020 rimane con la squadra di Citracca, nel frattempo diventata Vini Zabù KTM, piazzandosi ottavo al Tour de Langkawi, mentre nel 2021 si accasa alla Eolo-Kometa.
Nel 2021, il 22 maggio, nella 14ª tappa del Giro d'Italia 2021 (Cittadella-Monte Zoncolan), vince la sua prima gara da professionista, grazie a una fuga da lontano. Nella corsa rosa trova una condizione costantemente in crescita, che culmina col nono posto nella ventesima frazione con arrivo ad Alpe Motta. Dopo aver guadagnato progressivamente posizioni in classifica generale, conclude il suo primo grande Giro in sedicesima posizione. Nel prosieguo di stagione fa suoi una tappa e la classifica finale dell'Adriatica Ionica Race.
Partecipa al Giro d'Italia 2025. Al termine della 3ª tappa veste la maglia azzurra, che tiene fino alla fine. Chiude al 2° posto nella 16ª tappa con arrivo a Brentonico. Vince la classifica scalatori finale.

## Palmarès

### Strada
- 2013 (Work Service San Lazzaro juniores)[2]

1ª tappa Giro del Friuli Venezia Giulia (Fontanafredda > Fontanafredda)
Classifica generale Giro del Friuli Venezia Giulia
Trofeo Guido Dorigo
Cittadella Colli Alti
Gran Premio di Villaga
- 2014 (Work Service San Lazzaro juniores)[3]

Gran Premio Città di Cortona
Gran Premio Borgo Panigale
2ª tappa Tre Giorni Orobica (Colle Gallo)
Classica delle Due Province - Noventa Padovana
Classifica generale Trittico del Veneto
Trofeo Agenzia Viaggi Turismo 85
Memorial Liliano Mordini e Mauro Zuffa
- 2016 (Hopplà-Petroli Firenze Elite/Under-23, una vittoria)[4]

Trofeo Impresa Edile Fagni Luca Under-23
- 2021 (Eolo-Kometa Cycling Team, tre vittorie)

14ª tappa Giro d'Italia (Cittadella > Monte Zoncolan)
2ª tappa Adriatica Ionica Race (Vittorio Veneto > Monte Grappa)
Classifica generale Adriatica Ionica Race
- 2023 (Eolo-Kometa Cycling Team, due vittorie)

2ª tappa Vuelta a Asturias (Candás > Cangas del Narcea)
Classifica generale Vuelta a Asturias
- 2025 (XDS Astana Team, una vittoria)

2ª tappa Giro di Romandia (La Grande Béroche > La Grande Béroche)

#### Altri successi

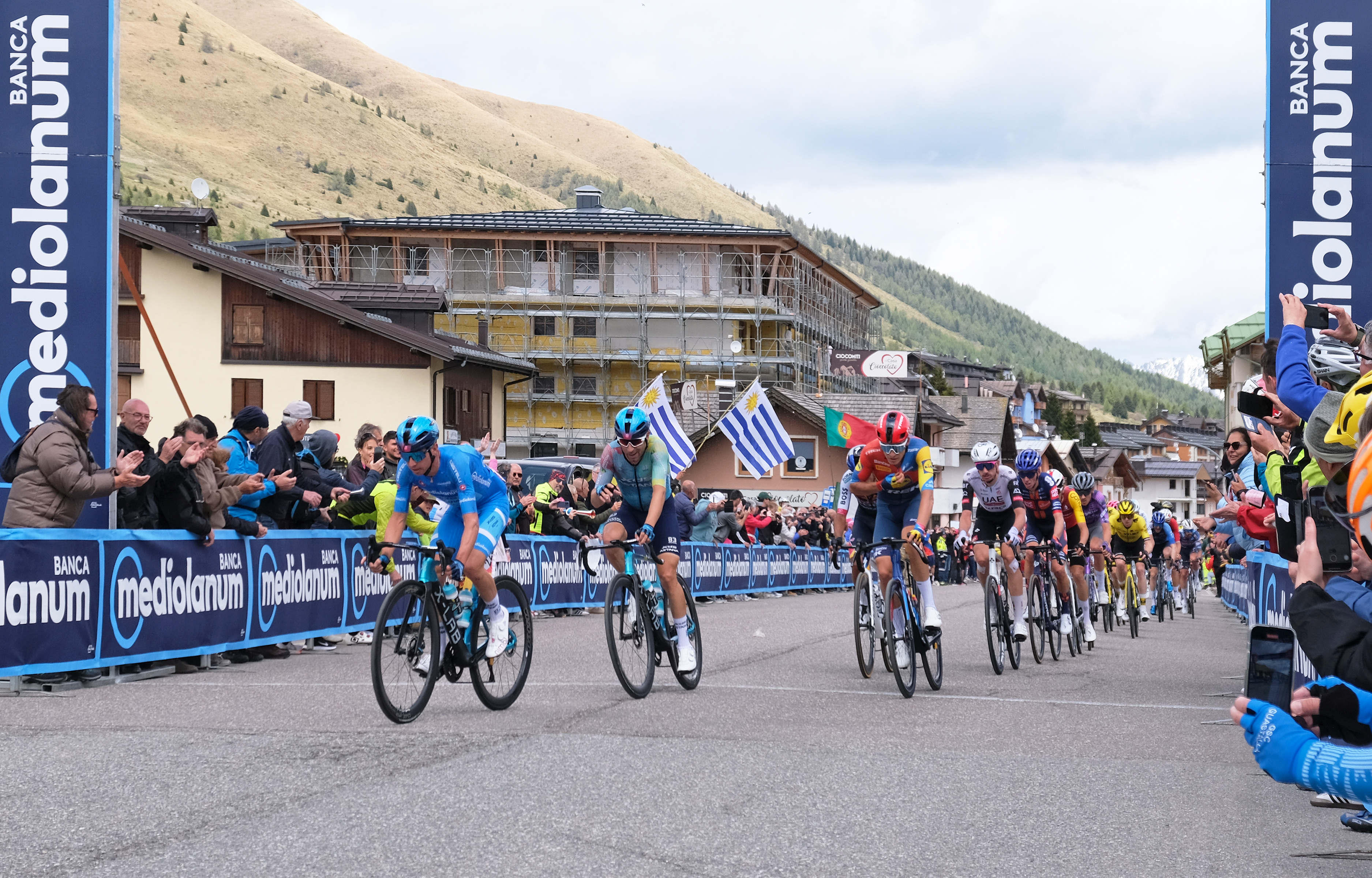
Passo del Tonale, Giro d'Italia 2025

- 2014 (Work Service San Lazzaro juniores)

Classifica a punti Grand Prix Général Patton
- 2021 (Eolo-Kometa Cycling Team)

Classifica scalatori Adriatica Ionica Race
- 2022 (Eolo-Kometa Cycling Team)

Classifica scalatori Okolo Slovenska
- 2024 (Astana Qazaqstan Team)

Classifica scalatori Giro del Delfinato
- 2025 (XDS Astana Team)

Classifica scalatori Giro d'Italia
Premio della Combattività Giro d'Italia

## Piazzamenti

### Grandi Giri
- Giro d'Italia

2021: 16º
2022: 15°
2023: 21º
2024: 12°
2025: 24°
- Vuelta a España

2024: 16º

### Classiche monumento
- Liegi-Bastogne-Liegi

2024: 79º
- Giro di Lombardia

2019: 87º
2020: 44º
2021: 15º
2022: ritirato
2023: 18º

### Competizioni mondiali
- Campionati del mondo

Toscana 2013 - In linea Junior: 11º
Ponferrada 2014 - In linea Junior: 8º

### Competizioni europee
- Campionati europei

Olomouc 2013 - In linea Junior: 5º
Nyon 2014 - In linea Junior: 52º

## Riconoscimenti
- Gazzetta Sports Awards: Premio Giro d'Italia nel 2021

## Curiosità
A Lorenzo Fortunato, nel 2024, è stata dedicata una canzone da un autore bolognese anche lui ciclista amatore (Fabio Galletti) per festeggiare la vittoria dello Zoncolan e i vari successi sportivi. Il brano si intitola "Io sono fortunato" e il filmato si può vedere su YouTube.